# Praelongorthezia gigantea
Praelongorthezia gigantea är en insektsart som först beskrevs av Morrison 1952.  Praelongorthezia gigantea ingår i släktet Praelongorthezia och familjen vaxsköldlöss.
Artens utbredningsområde är Panama. Inga underarter finns listade i Catalogue of Life.